# 2 Szwadron Samochodów Pancernych

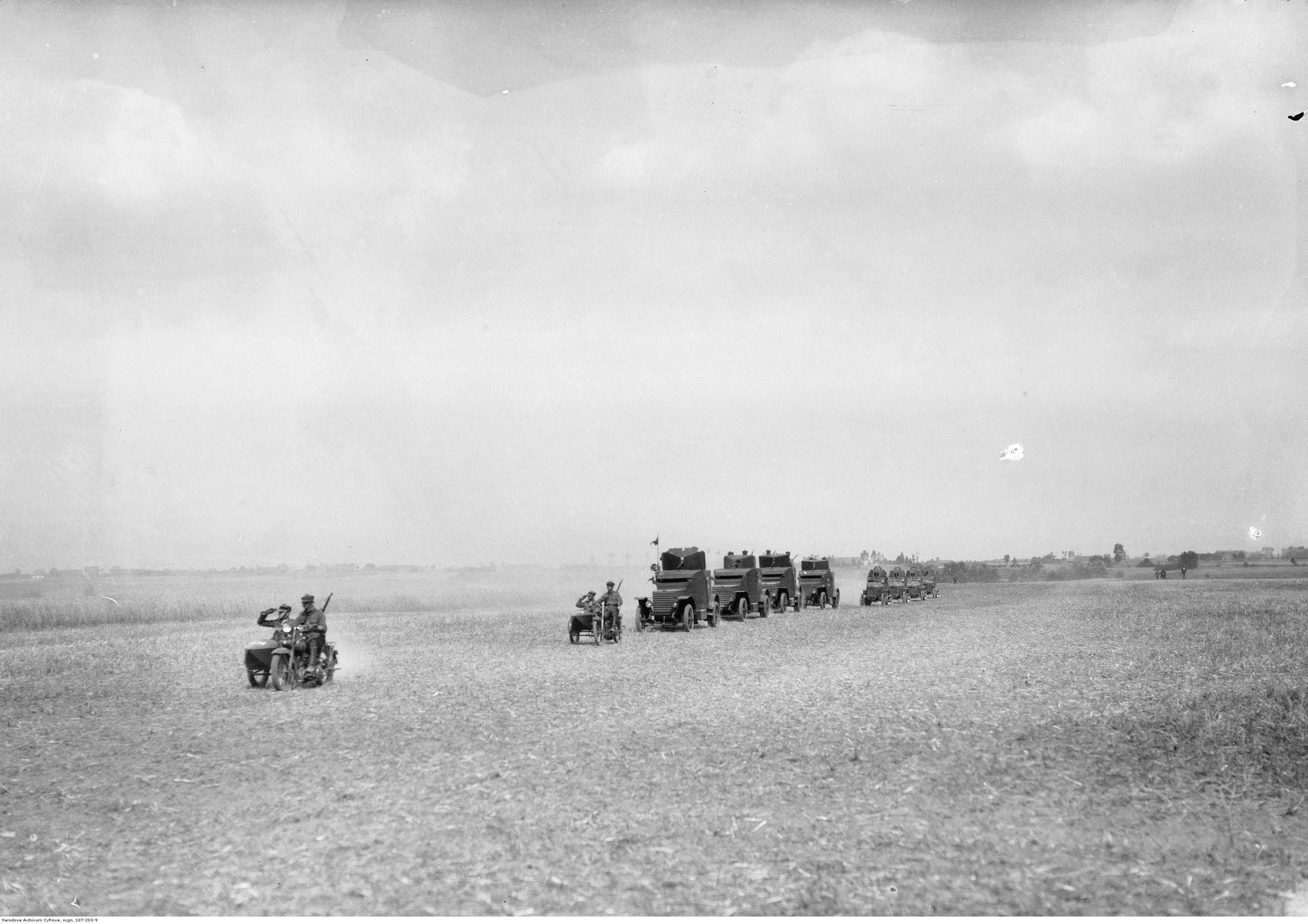
2 Szwadron Samochodów Pancernych podczas defilady z okazji Święta Żołnierza w 1928

2 Szwadron Samochodów Pancernych (2 szw. sam. panc.) – pododdział kawalerii Wojska Polskiego II RP.

## Historia szwadronu
Szwadron został sformowany w październiku 1925, w garnizonie Warszawa, na bazie Kolumny Szkolnej Samochodów Pancernych 1 Dywizjonu Samochodowego. Pod względem wyszkolenia pododdział podlegał dowódcy 2 Dywizji Kawalerii, pod względem technicznym – dowódcy 1 Dywizjonu Samochodowego, a pod względem administracyjnym dowódcy 1 Pułku Szwoleżerów Józefa Piłsudskiego. Szwadron stacjonował w koszarach przy ul. Bema 69.
W maju 1926, w czasie zamachu stanu, poszczególne plutony działały samodzielnie, na różnych odcinkach i po obu stronach konfliktu. 12 maja 1926, w czasie bratobójczej walki poległa załoga dowódcy szwadronu w składzie: rotmistrz Antoni II Szymański, wachmistrz Władysław Woźniak i szwoleżer Władysław Offenberg. Rannych zostało 6 szwoleżerów oraz 4 członków załóg samochodów pancernych spoza szwadronu (st. sierż. Popławski, sierż. Boruta, szer. NN i kierowca cywilny Szrojt).
W 1928 szwadron został usamodzielniony pod względem administracyjnym i podporządkowany bezpośrednio dowódcy 2 DK. 
W połowie maja 1930 szwadron przestał być samodzielnym pododdziałem i został włączony w skład nowo powstałego 1 Dywizjonu Samochodów Pancernych. Na początku czerwca 1930 szwadron wyjechał na trzymiesięczne ćwiczenia letnie do Obozu Ćwiczebnego Leśna koło Baranowicz. 
Po zakończeniu poligonu szwadron powrócił do Warszawy, a w drugiej połowie września 1930 został dyslokowany do garnizonu Brześć i zakwaterowany w koszarach im. gen. Józefa Hallera.

## Kadra szwadronu
Dowódcy szwadronu:
- rtm. Antoni II Szymański (X 1925 † 12 V 1926[9])
- rtm. Józef Trepto (V – VI 1926[10])
- por. kaw. Edward Karkoz (p.o. do 15 VIII 1926[11])
- mjr kaw. Józef Taube (VIII 1926[12] – XI 1928[13][14] → kwatermistrz 1 pszwol)
- rtm. Władysław Bielobradek (XI 1928[15][16] – 20 VI 1930[17] → 1 d.sam. panc.)

Oficerowie młodsi szwadronu:
- por. kaw. Edward Karkoz (od X 1925 i od VIII 1926[12], był w 1928[13])
- por. kaw. Ludwik Kocięcki (X 1925[13][16] – 1930[18] → 1 d.sam. panc.)
- por. kaw. Leonard Żyrkiewicz (X 1925[13][16] – 1930[19] → Dtwo Br. Panc. MSWojsk.)
- por. kaw. Stanisław Gliński (1928[13])
- por. kaw. Marian Żebrowski (VI[19] – IX 1930[18] → 1 d.sam. panc.)

## Samochody pancerne szwadronu
- Peerless nr rej. 545 (1925-1928)
- Erhardt M 1917 nr rej. 825 (XI 1925-1928?)
- sześć Peugeotów nr rej. 817, 819, 823, 829, 1114, 1120 (1925-1930)
- Iżorski-Fiat nr rej. 4433 (X 1925-1930)
- Austin Kegresse nr rej. 4993 (1926-1928)
- Ford FT-B nr rej. 5021 (1925-1930?)
- wz. 1928 nr rej. ? (1929-1930)

## Barwy
4 sierpnia 1927 generał dywizji Daniel Konarzewski, w zastępstwie ministra spraw wojskowych ustalił, że oficerowie liniowi i szeregowi szwadronów samochodów pancernych będą nosić na kołnierzach kurtek i płaszczy proporczyk czarno-pomarańczowy, a na naramiennikach „numer porządkowy”.
24 lutego 1928 minister spraw wojskowych marszałek Polski Józef Piłsudski ustalił, że oficerowie i szeregowi szwadronów samochodów pancernych będą nosić na czapkach czarne otoki.